# 28-ма механізована дивізія (Україна)
28-ма гвардійська Харківська двічі орденів Червоного Прапора механізована дивізія (28 МД) — військове з'єднання механізованих військ у складі Сухопутних військ Збройних сил України чисельністю в дивізію, яке існувало у 1992—2001 роках. Дивізія дислокувалася в Одеській області.

## Історія
В січні 1992 року, після розпаду СРСР, 28-ма гвардійська мотострілецька дивізія Радянської армії перейшла під юрисдикцію України. 3 липня 1992 року дивізія була перейменована на 28-му гвардійську механізовану дивізію у складі Одеського військового округу Збройних сил України.
Приблизно у 1998 році на її базі розгорнули ряд військових частин. На основі її полків були сформовані 27-ма окрема механізована бригада та 28-ма окрема механізована бригада. Дивізія мала зенітно-ракетний полк і батальйон зв'язку. У даній структурі дивізійна ланка виконувала тільки функції координації дій 2 бригад і забезпечення ППО, а в структурі НАТО вона вирішує ще завдання вогневої підтримки, бойового й тилового забезпечення. Експеримент закінчився розформуванням дивізії в 2001 році.

## Склад
- 27-ма окрема механізована бригада
- 28-ма окрема механізована бригада
- 1161-й зенітний ракетний полк
- 40-й окремий батальйон зв'язку, в/ч А0679, Чорноморське;
- 329-й механізований полк
- комендантська рота

## Командири
- генерал-майор Венгер Валерій Сафронович
- полковник/генерал-майор Шаповал Юрій Євгенович[2]
- полковник/генерал-майор Єлізов Микола Андріанович[3]